# エッジシティ

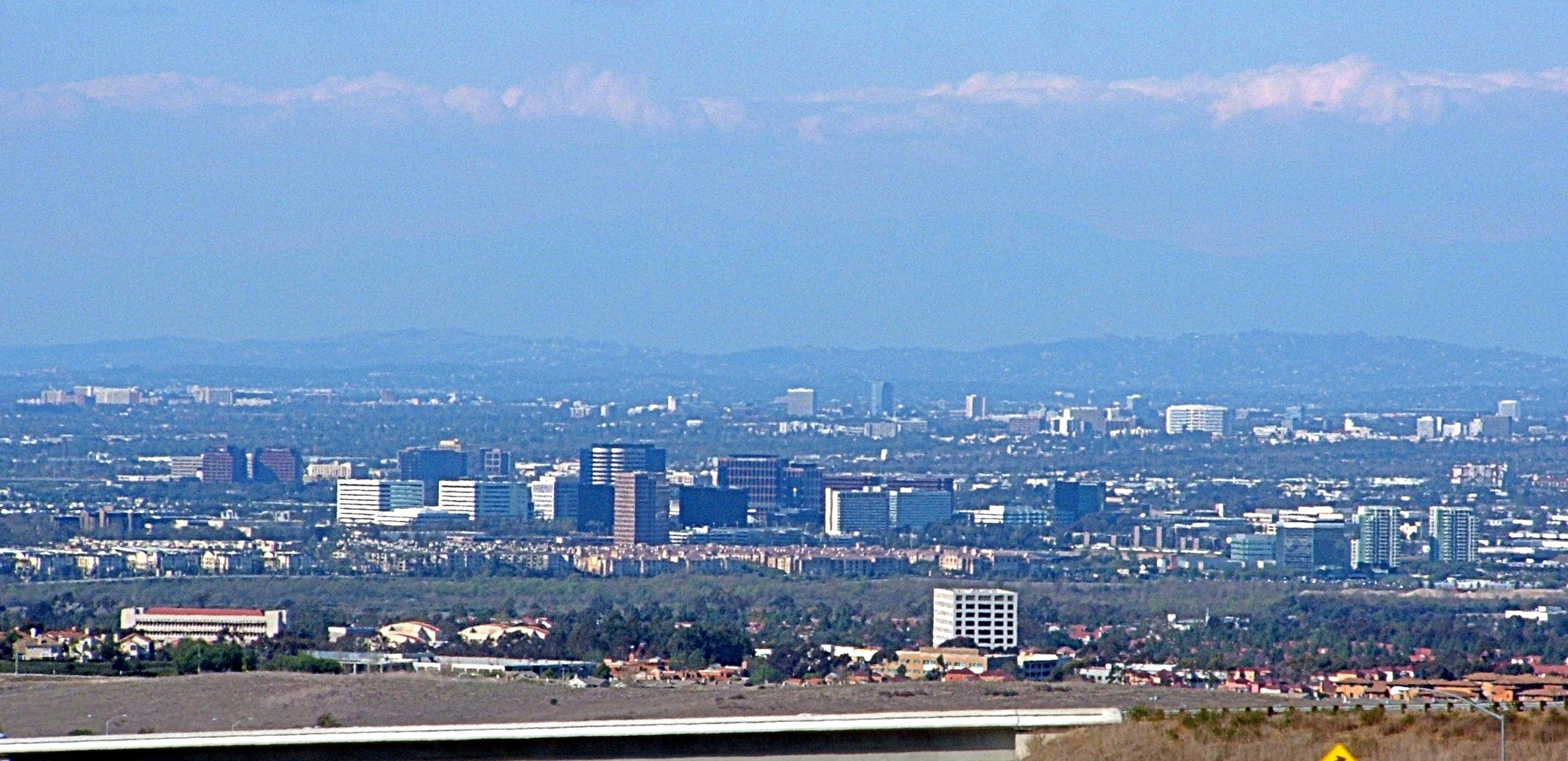
アーバイン (カリフォルニア州)（ロサンゼルス郊外）

エッジシティ（英語: edge city）は、大都市の郊外に建設された、オフィスや商業施設など独立した都市機能を有する都市。周縁都市（しゅうえんとし）とも言う。ワシントン・ポストの記者ジョエル・ガロー（Joel Garreau）が1991年に発表した著書『エッジシティ』において命名した。
公的な政策や計画の下で造られたのではなく、民間が造り出したものであり、自己組織化によって生成した都市と言える。また、エッジシティは「庭付き戸建て住宅を持つ」というアメリカン・ドリームの具現化のために人々が都市から郊外へ向かった結果とも言うことができる。

## 概要

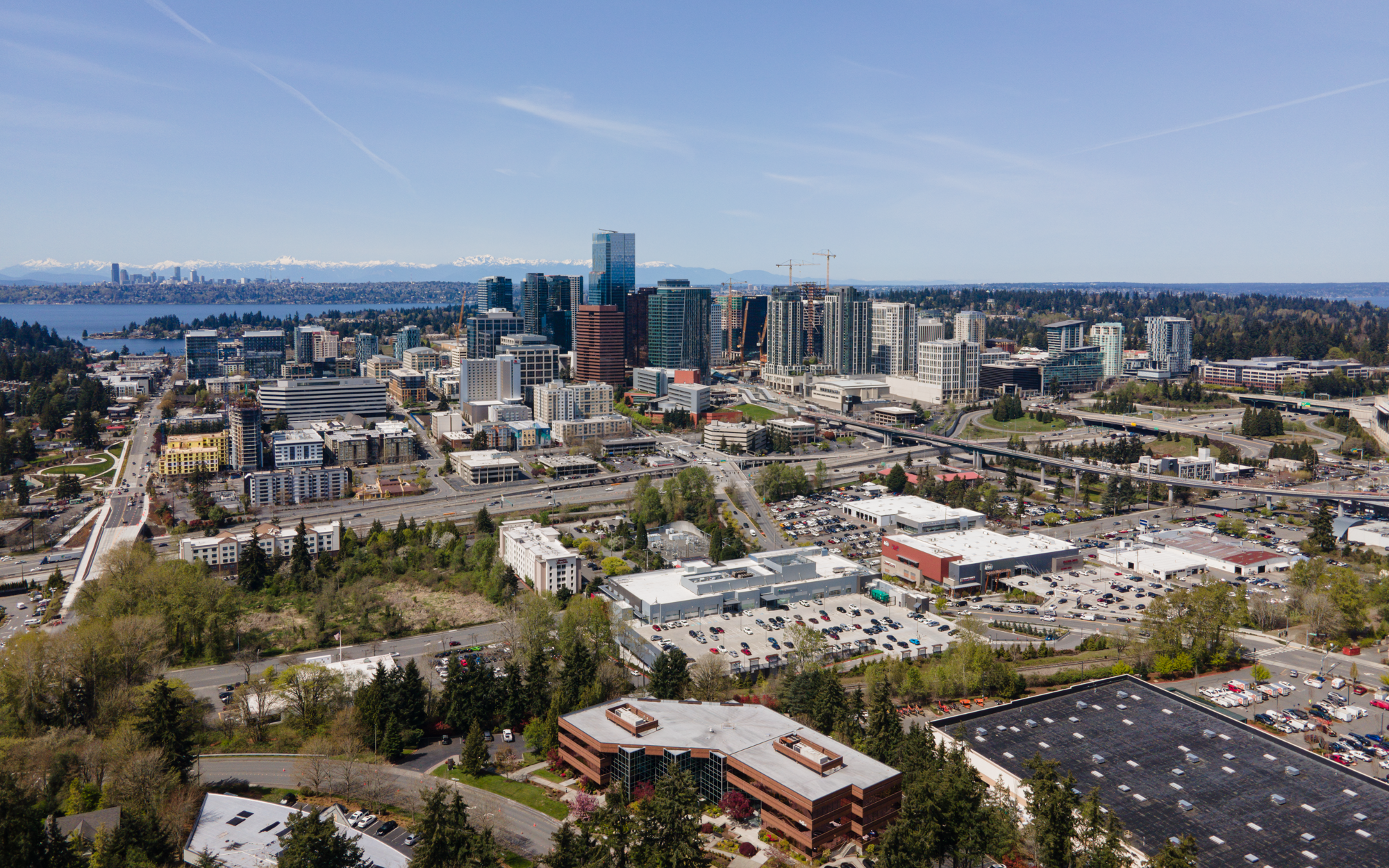
ベルビュー (ワシントン州)（シアトル郊外）

1991年、ガローはアメリカ合衆国の大都市郊外の住宅地が巨大化して成立した新都市に注目し、これをエッジシティと名付けた。エッジシティはフリーウェイなどの大都市郊外の環状道路沿いに立地し、オフィス・駐車場・緑地・娯楽施設が完備されている。ガローは、以下の5つの条件を満たした都市をエッジシティと定義した。
1. 500万平方フィート（470,000m2）以上のオフィススペースを有する
2. 60万平方フィート（56,000m2）以上の小売スペースを有する
3. ベッド数を越える雇用を有する（＝昼間人口が夜間人口を上回る）
4. 住民が「ここにはすべてがある」と認識している
5. 30年前には都市ではなかった

街の中心に大型ショッピングセンターがあり、低密度の住宅地とははっきりと分かたれている。街は広く、自動車の利用を前提としている。ガローによればエッジシティはアメリカ国内に200以上存在し、ワシントンD.C.、アトランタ、ロサンゼルスなどの各地の都市郊外に見られる。エッジシティは中産階級に人気がある。
一方で、大都市の中心市街地は建物の老朽化や治安の悪さを抱え、良好な環境を求めて郊外への移転が進んだ結果、エッジシティの持つ都市機能が中心街を超越し、郊外から都心へ、という通勤スタイルが都心から郊外へと逆転し、1990年代の初頭には北米においてエッジシティが約200ヶ所を数え、北米に存在するオフィスの約2/3が立地している。更にエッジシティ間の移動も活発化している。
佐藤(2016)は、オフィスの郊外移転によって、従業者は都心への通勤頻度が大幅に減り、日常生活がエッジシティ内で完結することとなり、職住近接が実現した事を指摘し、「生活の場」として捉えられてきた郊外のすがたを捉えなおす必要を唱えている。

### エッジシティ・モデル
アメリカの経済学者ポール・クルーグマンはエッジシティの分析を行い、エッジシティ･モデルを作成した。このモデルでは、企業の相互関係を立地の最大要因とし、密接に関係しながら中心市街地から郊外へ分散し、郊外にできた複数の新都市（エッジシティ）が中心市街地から企業を吸収、成長すると説明する。エッジシティの成立初期は離れた地域から企業を吸収し、成長するとエッジシティ間で企業を奪い合うようになる。

## 形成過程

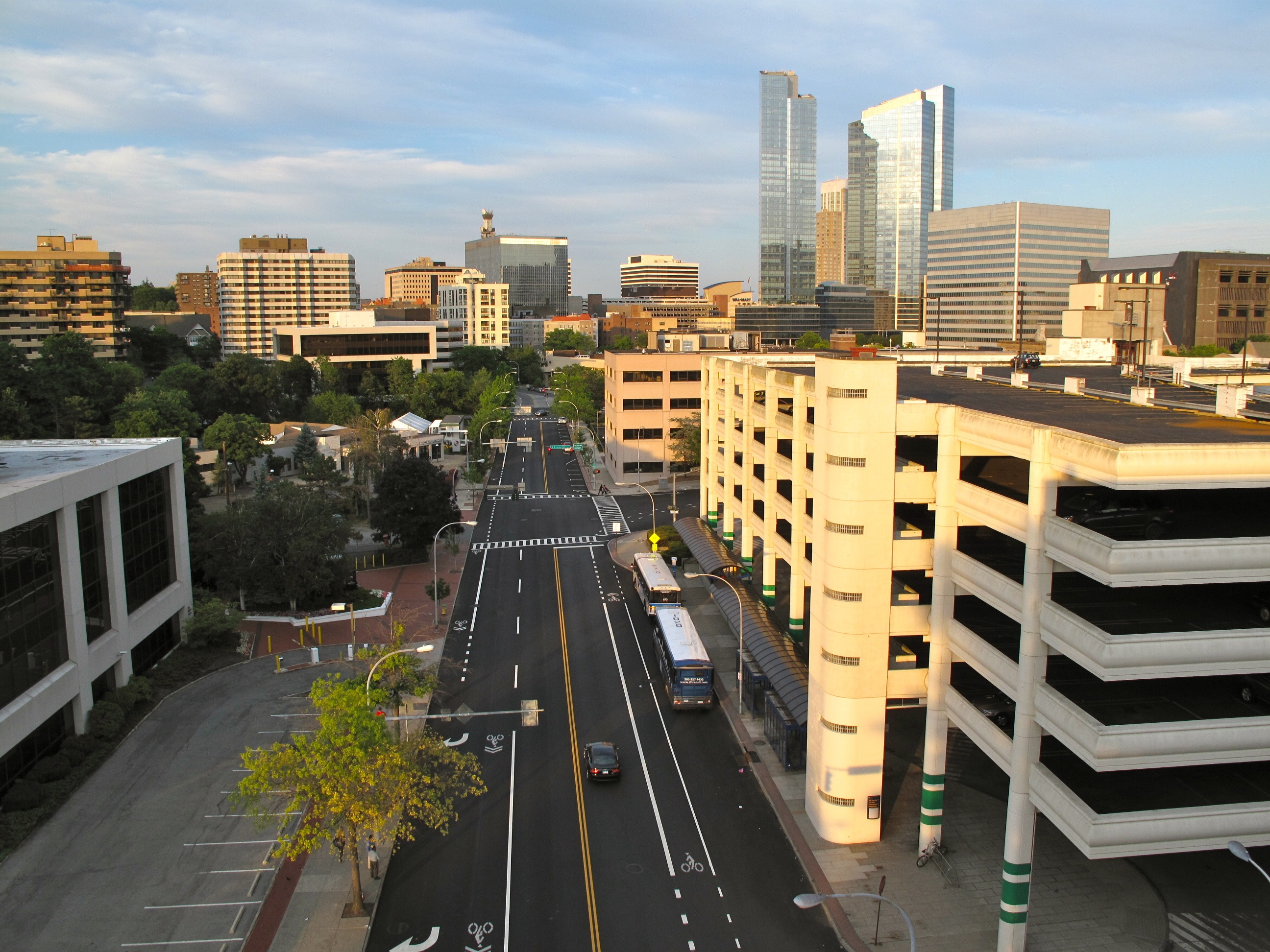
ホワイト・プレインズ (ニューヨーク州)

ガローは著書『エッジシティ』において第二次世界大戦後の郊外化の過程を3期に分け、第3期がエッジシティの形成期であるとし、形成要因は企業の移転であるとしている。第1期は大戦終結直後の「郊外化」の時期であり、帰還兵を中心に郊外に居を構える動きが見られた。第2期は1960年代から1970年代にかけての「郊外モール形成」の時期であり、住宅の周りに商業機能を移動させた。第3期は「エッジシティ形成」の時期であり、職場を移動させた。こうして、人々は旧来の中心市街地へ行く必要をなくしたのである。
中心市街地を離れたはずの人々が、結果的に新しい中心市街地を建設したのが「エッジシティ」であるということができる。これをガローは「移民と開拓者精神を持って、新しいより良い世界を創造してきた結果」と述べた。

## 問題点と解決の努力
エッジシティは多数の問題を抱えている。快適な都市環境を維持するためには大量のエネルギーを必要とし、エッジシティ間の交通渋滞の発生、スプロール化の進展により、どこまでも環境破壊が進む危険をはらんでいる。そして、問題は精神面にも及び、NIMBY（ニンビー、Not in my backyardの略）と呼ばれる、自宅の裏庭でもなければ地域に関心を示さないような人が出現し、住民は生活感のない街に「便利だが無味乾燥」という評価を付けている。日本に比べれば高齢者の比率が低いアメリカではあるが、今後高齢化が進めば生活上の困難が生じることは想像に難くない、という指摘もある。
エッジシティに機能を奪われた都市の側では活気が失われ、中小都市は街自体の崩壊を、大都市はインナーシティ問題を引き起こした。また、十分に整備された公共のインフラストラクチャーが活用されず、街の衰退により税収も減り、インフラ維持ができなくなり1980年代頃から破綻する自治体も出現した。背景には地方分権の進んだアメリカで、自治体間の激しい競争があり、人や企業の誘致合戦が熾烈であることがある。
これに対してオレゴン州では、1973年にオレゴン州土地利用法を制定し、州が設定する目標にしたがって州内の地方公共団体は土地利用などの長期計画を策定するという仕組みを構築した。計画には住民のニーズを反映させることで、都市と自然を楽しめる魅力的な地域を創造しながら都市の成長管理を実現している。

## 日本の都市との連関
佐藤(2016)は、北米に関するエッジシティの研究は蓄積されているが、日本ではエッジシティを論じる基礎となるオフィスの郊外立地の程度を示すデータすら不十分であり、郊外における職住近接の実現可能性を議論する段階にないと指摘している。
独立行政法人労働政策研究・研修機構の2006年の調査によると、日本の都市の発達過程において、ガローの挙げた条件の5番目「30年前には都市ではなかった」はほとんどの場合、該当しないだろうとした。このため、同機構は「日本版エッジシティ」というガローとは別の指標を用いて日本のエッジシティの抽出を試み、東京都市圏に20のエッジシティがあるとした。
日本経済研究センターの小峰隆夫は日本の地方都市における中心市街地の空洞化の発生メカニズムを「エッジシティの理論」で説明している。小峰の説明によれば、市街地の中心からの距離で付け値は変化するが、商店と住宅で付け値の変化率が異なり、商店の方が中心に立地する傾向がある。ここで郊外に副都心が建設されれば、元からの中心にある商店が新都心の商店に顧客を奪われるため、元からの中心の付け値が変化し商店から住宅に変わることが予想される。しかし実際には商店から住宅に転換するためには建て替えが必要となるので、簡単には転換できず、未利用地が市街地に生じることになるのである。山本（2004）も鉄道駅から離れた場所に幹線道路やインターチェンジが開設されると新しい商業地が形成され、旧来の駅前の中心市街地がさびれる現象をエッジシティモデルで説明している。
高齢化と若年層の流出が問題となっているベッドタウンの将来像として財団法人広域関東圏産業活性化センターは、4つの案のうちの1つ「自立・拠点型ベッドタウン」において、エッジシティや業務核都市のような高度な都市機能を有し、安心して暮らせる街にしていくことを提示している。

### 宇都宮市の事例
栃木県宇都宮市にはコンパクトシティ構想がある。兼子（2009）は、ヨーロッパの発想であるコンパクトシティが人口密度や生活様式、自然環境の面で違いが大きく、持ち家志向の強い日本で成功するだろうかと疑問を投げかけた上で、コンパクトシティを目指すのか、エッジシティを目指すのかはさらなる議論が必要との見解を示した。また宇都宮市のある北関東は家電量販店やホームセンター等の郊外志向のチェーンストアという業態の発祥の地であり、コンパクトシティへ向かう難しさを指摘している。

### 岡山市の事例
明海大学教授の阪本一郎は2003年の講演において、岡山県岡山市において区画整理された郊外に営業所が移転していることを指摘、これがオフィス自体の移転となればアメリカのエッジシティが抱えるような大変な問題になる、と語った。その一方で、岡山NEXT研究会は、温かみのある「岡山型エッジシティ」を目指し、児島湖の水質改善を図りたいと表明している。

### 首都圏の事例
東京郊外にある国道16号線沿いには、衛星都市が発達している。八王子・大宮・川越・町田・柏・千葉市などが有名である。首都圏は鉄道利用が多いため、郊外のターミナル駅前に繁華街が発達している。